# 阿比让—瓦加杜古铁路
阿比让—瓦加杜古铁路（法語：Ligne d'Abidjan à Ouagadougou），是一条连接科特迪瓦阿比让与布基纳法索首都瓦加杜古的米軌国际铁路，全長1,156公里。路線於法兰西殖民帝国统治时期的1903年开始铺设，并最终于1954年通车至瓦加杜古。作為溝通科特迪瓦與布基纳法索的鐵路，该路线也是两国铁路共有的核心路線。

## 历史
法兰西殖民帝国在19世纪后期占领今科特迪瓦，建立法属西非後，为了输送当地的经济作物及矿产原料，同时维护自身殖民统治，殖民政府遂研议修筑铁路，并指派乌代耶（Houdaille）设计路线，1899年，殖民政府接受了他的设计方案，并在埃布里耶潟湖畔的阿比让建立深水港，作为连接内陆地区的铁路起点:4。1903年，法国开始自阿比让向内陆地区铺设铁轨，该城市日后也作为铁路的起点得到了迅速发展:21。在修筑铁路期间，法国殖民政府曾遭到当地民众的反抗:5，但路线最终还是于1912年延伸至布瓦凯，全长315公里:21，其后由于受到第一次世界大战的影响，法国无暇顾及西非殖民地，铁路工程也被迫中止，布瓦凯站因此暂时成为该铁路的终点站:5。
第一次世界大战结束后，法国恢复了对该路线的建设，并于1929年将路线铺设至费尔凯塞杜古:21，1932年，该路线从今科特迪瓦通车至今布基纳法索境内的扬代雷站，1933年通车至博博迪乌拉索，翌年，博博迪乌拉索站启用，此时路线全长约800公里:36，受到第二次世界大战的影响，工程再度延宕，而博博迪乌拉索站也因此成为铁路北端的临时终点站，直到1954年瓦加杜古站启用为止:5，由于铁路交通状况优于法属上沃尔特首府瓦加杜古，在此期间，博博迪乌拉索也是当地的经济中心城市。与此同时，法国也对阿比让至阿博维尔段路线进行了加固:21。
在二战结束后，法国殖民政府恢复了对当地基础设施的建设，因此铁路线得以继续延伸，并于1954年通车至瓦加杜古，遂如現狀:76。1960年，科特迪瓦、布基纳法索相继脱离法国独立後，该铁路开始由两国共同经营，此时的铁路客货周转量都有所增加。1983年，布基纳法索总统托马斯·桑卡拉决定将铁路从瓦加杜古延伸至国境北隅的唐巴奥，以期开发当地儲量丰富的锰矿:12，加拿大及欧洲亦曾向此计划挹注资金，但世界银行并不支持:21，故最终计划只允许铁路延伸至距离瓦加杜古105公里处的卡亚。

## 现况

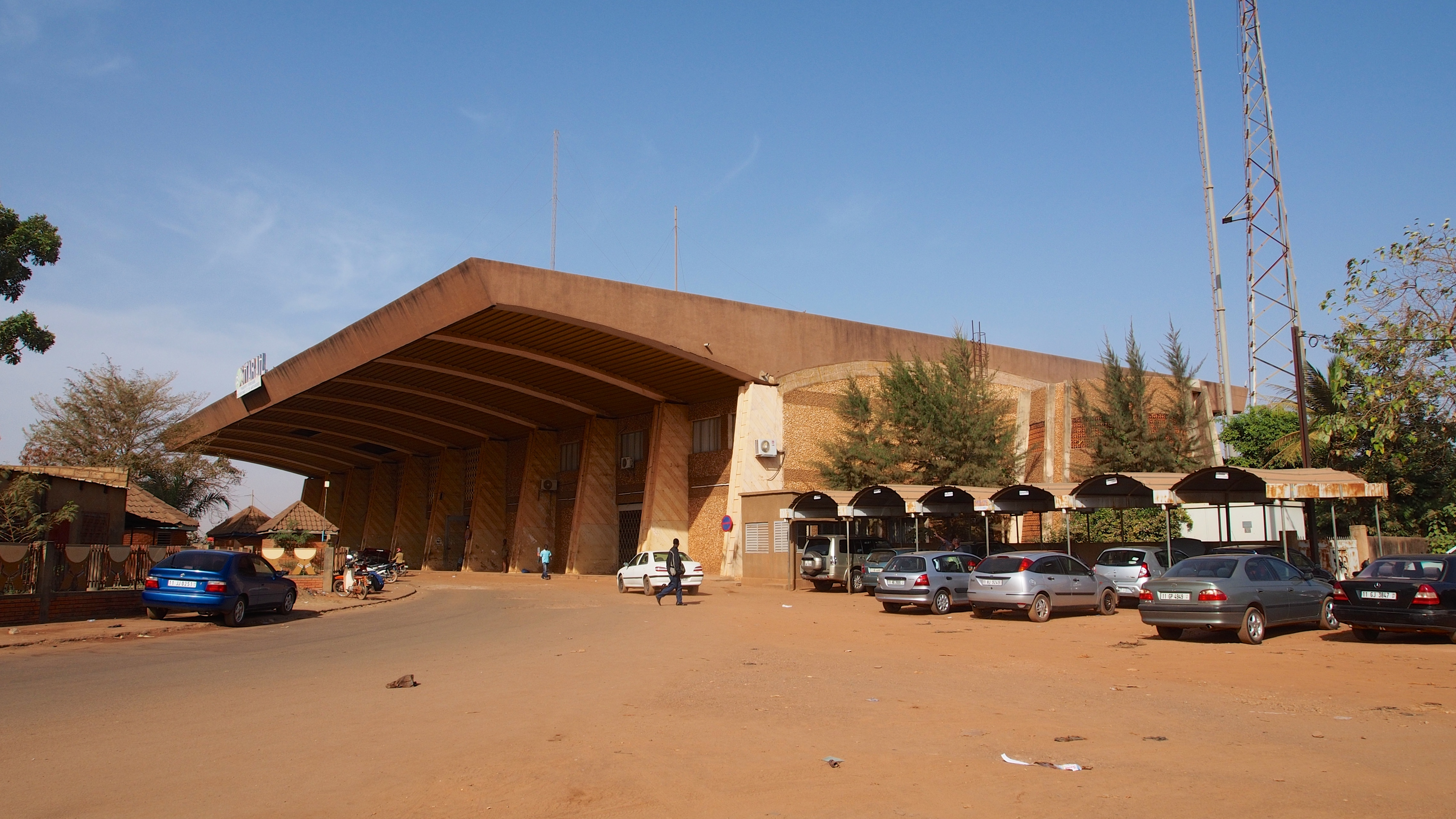
瓦加杜古車站

阿比让—瓦加杜古铁路的实际运行里程约为1,156公里，连接了两国主要城市阿比让、布瓦凯、博博迪乌拉索及瓦加杜古，其中科特迪瓦段里程627公里，呈南北走向，布基纳法索段529公里，主要呈西南东北走向。自1995年以来，阿比让—瓦加杜古铁路一直由法国、科特迪瓦、布基纳法索、比利时等国合资运营的非洲铁路运输公司负责管理:87。而没有出海口的布基纳法索一直透過該鐵路將對外貿易物資輸出至阿比让港:145，2002年科特迪瓦发生内战後，布基纳法索的进出口贸易受到较大影响，不得不透过没有铁路相连的加纳、多哥、贝宁等邻国进出口商品。在现阶段，該鐵路也存在基礎設施年久失修，列車速度慢且不準時的問題:99，故自2019年起，两国开始對该铁路进行修复。